# كولن بيج
كولن بيج (20 مايو 1930 في المملكة المتحدة - 14 ديسمبر 1990 في المملكة المتحدة) (بالإنجليزية: Colin Page)‏ هو لاعب كريكت بريطاني. لعب مع Kent County Cricket Club ‏.

## وصلات خارجية
- كولن بيج على موقع إي آس بي آن كريك إنفو (الإنجليزية)